# Bernhard Noltenius
Bernhard Diedrich Noltenius (* 3. Mai 1882 in Bremen; † 17. Januar 1955 in Bremen) war ein Arzt und Politiker (Deutsche Volkspartei (DVP), Bremer Demokratische Volkspartei (BDV)) aus Bremen und er war Mitglied der Bremischen Bürgerschaft.

## Biografie
Noltenius war der Sohn des Gymnasiallehrers Diedrich August Noltenius (1841–1918).

### Ausbildung und Beruf
Noltenius studierte Medizin, in Göttingen und wahrscheinlich unter anderem an der Universität Heidelberg, und promovierte zum Dr. med. Während seines Studiums wurde er 1901 Mitglied der Schwarzburgverbindung Burschenschaft Germania Göttingen. Er war als Arzt in Bremen tätig.

### Politik
Noltenius war in Bremen von 1920 bis 1933 Mitglied in der liberalen Deutschen Volkspartei (DVP) und nach dem Zweiten Weltkrieg ab 1946 in der Bremer Demokratische Volkspartei (BDV) bzw. seit 1951 der FDP.
In der Weimarer Republik war er von 1920 bis 1923 und wieder 1933 Mitglied der Bremischen Bürgerschaft. Er wurde dann 1946 in die Ernannte Bremische Bürgerschaft berufen und er war bis 1951 für die BDV Abgeordneter der Bürgerschaft und in verschiedenen Deputationen und Ausschüssen der Bürgerschaft tätig.

### Weitere Mitgliedschaften
Noltenius war nach 1945 Vorsitzender der Landesärztekammer und er war von 1948 bis 1955 (†) erster Präsident der Bremer Ärztekammer. Sein Nachfolger in diesem Amt war  Emil Zimmermann.